# 绘王
绘王（英文：HUION）为深圳绘王趋势科技股份有限公司旗下品牌，总部位于中国深圳。

## 历史
2011年，绘王公司正式创立“绘王（HUION）”品牌。主控芯片HV400研发成功
2012年，发布两款数位板420&H420
2013年，推出有2.4G无线传输技术的数位板产品W58，数位板H610 PRO累计销量达100万台
2022年7月，公司更名为深圳绘王趋势科技股份有限公司。